# Литванија на Европском првенству у атлетици за јуниоре 2017.
Литванија је учествовала на 24. Европском првенству за јуниоре 2017. одржаном у Гросето, Италија, од 20. до 23. јула. Репрезентацију Литваније на њеном десетом учешћу на европским првенствима за јуниоре представљала су 16 такмичара (8 јуниора и 8 јуниорки) који су се такмичили у 14 дисциплина (7 мушких и 7 женских).
На овом такмичењу такмичари из Литваније нису освојили ниједну медаљу. У табели успешности према броју и пласману такмичара који су учествовали у финалним такмичењима (првих 8 такмичара) Литванија је са 2 учесника у финалу заузела 34 место са 34 бода.
| Плас. | Земља     | 1. место | 2. место | 3. место | 4. место | 5. место | 6. место | 7. место | 8. место | Бр. финал. - Бод. |
| ----- | --------- | -------- | -------- | -------- | -------- | -------- | -------- | -------- | -------- | ----------------- |
| 34.   | Литванија | -        | –        | -        | -        | 1–4      | –        | –        | 1-0,50   | 2-4,50            |

## Учесници
| Јуниори: - Лауринас Толеикис — 100 м - Гедиминас Трускаускас — 400 м - Рокас Ицкис — 110 м препоне - Јуозас Баикштис — Скок увис - Арминас Цецкаускас — Бацање кугле - Модестас Мастеика — Бацање копља - Матас Адамонис — Десетобој - Едгарас Бенкунскас — Десетобој | Јуниорке: - Котрина Тонковичиуте — 200 м - Грета Плецкаитите — 100 м препоне - Ерика Круминаите — 400 м препоне - Рута Окулић-Казаринаите — 400 м препоне - Урте Баикштите — Скок увис - Кристина Јасаускаите — Троскок - Агне Јонкуте — Бацање кугле, Бацање диска - Валерија Колонтај — Бацање кугле |  |

## Резултати

### Јуниори
| Атлетичар             | Дисциплина    | Лични рекорд | Квалификације | Квалификације | Полуфинале            | Полуфинале           | Финале               | Финале      | Детаљи |
| Атлетичар             | Дисциплина    | Лични рекорд | Резултат      | Место         | Резултат              | Место                | Резултат             | Место       | Детаљи |
| --------------------- | ------------- | ------------ | ------------- | ------------- | --------------------- | -------------------- | -------------------- | ----------- | ------ |
| Лауринас Толеикис     | 100 м         | 10,79        | 11,04         | 7. у гр. 1    | Није се квалификовао  | Није се квалификовао | Није се квалификовао | 31 / 33     |        |
| Гедиминас Трускаускас | 400 м         | 47,79        | 47,65 КВ, ЛР  | 4. у гр. 2    | 47,91                 | 5. у гр. 1           | Није се квалификовао | 14 / 35     |        |
| Рокас Ицкис           | 110 м препоне | 13,60        | 14,14 КВ      | 3. у гр. 3    | 13,97 КВ, НРј, ЛР     | 1. у гр. 3           | 13,71 НРј, ЛР        | 5 / 38 (42) |        |
| Јуозас Баикштис       | скок увис     | 2,20         | 2,12 кв       | 4. у гр. А    |                       |                      | 2,14                 | 8 / 25      |        |
| Арминас Цецкаускас    | бацање кугле  | 17,89        | 18,07 ЛР      | 8. у гр. А    | Нису се квалификовали | 14 / 23 (24)         |                      |             |        |
| Модестас Мастеика     | бацање копља  | 69,95        | 63,23         | 11. у гр. Б   | Нису се квалификовали | 23 / 23 (24)         |                      |             |        |

#### Десетобој
| Дисциплина    | Матас Адамонис | Матас Адамонис | Матас Адамонис | Матас Адамонис | Матас Адамонис | Матас Адамонис |
| Дисциплина    | Лич. рек.      | Резултат       | Бод.           | Плас.          | Укупно         | Плас.          |
| ------------- | -------------- | -------------- | -------------- | -------------- | -------------- | -------------- |
| 100 м         | 11,57          | 11,76          | 699            | 28.            | 699            | 28.            |
| Скок удаљ     | 7,07           | 6,91           | 792            | 20.            | 1.491          | 26.            |
| Бацање кугле  | 16,57          | 15,65          | 830            | 6.             | 2.321          | 14.            |
| Скок увис     | 2,02           | 1,96           | 767            | 10.            | 3.088          | 14.            |
| 400 м         | 51,92          | 51,98          | 729            | 19.            | 3814           | 15.            |
| 110 м препоне | 14,67          | 14,81 =ЛРС     | 873            | 13.            | 4.687          | 14.            |
| Бацање диска  | 45,83          | 42,97          | 725            | 6.             | 5.412          | 11.            |
| Скок мотком   | 4,27           | 4,20           | 673            | 15.            | 6.085          | 11.            |
| Бацање копља  | 54,35          | 54,50 ЛР       | 655            | 11.            | 6.740          | 12.            |
| 1500 м        | 4:30,72        | 4:49,16        | 624            | 11             | 7.364          | 11.            |
| Десетобој     | 7.704          |                |                |                | 7.364          | 11 / 26 (31)   |

| Дисциплина    | Едгарас Бенкунскас | Едгарас Бенкунскас | Едгарас Бенкунскас | Едгарас Бенкунскас | Едгарас Бенкунскас | Едгарас Бенкунскас |
| Дисциплина    | Лич. рек.          | Резултат           | Бод.               | Плас.              | Укупно             | Плас.              |
| ------------- | ------------------ | ------------------ | ------------------ | ------------------ | ------------------ | ------------------ |
| 100 м         | 11,55              | 11,55 =ЛРС         | 742                | 21                 | 742                | 21.                |
| Скок удаљ     | 6,53               | 6,85 ЛР            | 778                | 21                 | 1.520              | 23.                |
| Бацање кугле  | 14,46              | 14,67 ЛР           | 769                | 12.                | 2.289              | 20.                |
| Скок увис     | 1,93               | 1,93 =ЛРС          | 740                | 17.                | 3.029              | 17.                |
| 400 м         | 51,37              | 50,93 ЛР           | 772                | 14.                | 3.801              | 16.                |
| 110 м препоне | 14,98              | 14,95 ЛР           | 856                | 15.                | 4.657              | 15.                |
| Бацање диска  | 44,47              | 38,18              | 628                | 18.                | 5.285              | 14.                |
| Скок мотком   | 4,07               | 4,00               | 617                | 19.                | 5.902              | 15.                |
| Бацање копља  | 56,57              | 49,32              | 579                | 14.                | 6.481              | 14.                |
| 1500 м        | 4:47,77            | 4:51,64            | 609                | 13.                | 7.090              | 14.                |
| Десетобој     | 7.333              |                    |                    |                    | 7.090              | 14 / 26 (31)       |

### Јуниорке
| Атлетичарка             | Дисциплина    | Лични рекорд | Квалификације | Квалификације | Полуфинале            | Полуфинале            | Финале                | Финале       | Детаљи |
| Атлетичарка             | Дисциплина    | Лични рекорд | Резултат      | Место         | Резултат              | Место                 | Резултат              | Место        | Детаљи |
| ----------------------- | ------------- | ------------ | ------------- | ------------- | --------------------- | --------------------- | --------------------- | ------------ | ------ |
| Котрина Тонковичиуте    | 200 м         | 24,71        | 25,07         | 7. у гр. 3    | Нису се квалификовале | Нису се квалификовале | Нису се квалификовале | 33 / 38 (40) |        |
| Грета Плецкаитите       | 100 м препоне | 14,14        | 14,42         | 6. у гр. 1    | Нису се квалификовале | Нису се квалификовале | Нису се квалификовале | 33 / 38      |        |
| Ерика Круминаите        | 400 м препоне | 1:00,83      | 1:00,73 ЛР    | 5. у гр. 3    | Нису се квалификовале | Нису се квалификовале | Нису се квалификовале | 16 / 30      |        |
| Рута Окулић-Казаринаите | 400 м препоне | 1:01,12      | 1:03,72       | 7. у гр. 1    | Нису се квалификовале | Нису се квалификовале | Нису се квалификовале | 29 / 30      |        |
| Урте Баикштите          | скок увис     | 2,20         | 1,72          | 11. у гр. А   |                       |                       | Нису се квалификовале | 23 / 27 (28) |        |
| Кристина Јасаускаите    | троскок       | 12,55        | 12,43         | 7. у гр. Б    | 16 / 28               |                       | Нису се квалификовале |              |        |
| Валерија Колонтај       | бацање кугле  | 13,61        | 13,37         | 12. у гр. А   | 23 / 28               |                       | Нису се квалификовале |              |        |
| Агне Јонкуте            | бацање кугле  | 15,50        | 14,56         | 5. у гр. Б    | 13 / 28               |                       | Нису се квалификовале |              |        |
| Агне Јонкуте            | бацање диска  | 45,63        | 45,22         | 12. у гр. А   | 21 / 29 (32)          |                       | Нису се квалификовале |              |        |